# Callophisma
Callophisma là một chi bướm đêm thuộc họ Noctuidae.